# Meigenia flaviventris
Meigenia flaviventris är en tvåvingeart som först beskrevs av Wulp 1890.  Meigenia flaviventris ingår i släktet Meigenia och familjen parasitflugor. Inga underarter finns listade i Catalogue of Life.